# Châteauneuf (Savoie)
Châteauneuf település Franciaországban, Savoie megyében. Lakosainak száma 922 fő (2022. január 1.). Châteauneuf Betton-Bettonet, Bourgneuf, Chamousset, Chamoux-sur-Gelon, Coise-Saint-Jean-Pied-Gauthier, Hauteville, Saint-Jean-de-la-Porte és Saint-Pierre-d’Albigny községekkel határos.

## Népesség
A település népességének változása:
| Lakosok száma | 815  | 857  | 892  | 894  | 913  | 924  | 936  | 942  | 922  |
|               | 2013 | 2015 | 2016 | 2017 | 2018 | 2019 | 2020 | 2021 | 2022 |